# Taoïstisch scheppingsverhaal
Het Taoïstische Scheppingsverhaal start in een oerchaos. Dit is een bol, die in potentie de hele schepping in zich bergt. Alle levenskrachten en energieën, in het Chinees qi's, zitten hierin vermengd. Met de tijd rijpt deze bol, en barst open zodat de qi's alle kanten opvliegen. De lichte stijgen op en vormen de lucht, de zware dalen neer en vormen de aarde. Zij verstrengelen zich daarna ook, waardoor er uit de verstrengelde partners in het centrum hemel en aarde ontstaan. Uit deze drie spruiten de verschillende soorten van verschijnselen in de wereld, als planeten, sterren voort. Het zijn de "tienduizend" dingen. Mensen nemen hierin geen bijzondere plaats in.
De PanGu mythe is een beeldender verhaal, dat hierbij aansluit. PanGu is een man in een berenhuid, en heeft twee horens. Na de uitbarsting van de oerchaos, die als een soort ei openbarst, komt PanGu tevoorschijn. Met een zwaai van een bijl scheidt hij yin en yang, en maakt er aarde en hemel uit. Zelf houdt hij ze uit elkaar door ertussen te staan als centrum, en de hemel te ondersteunen. Hij werkt met hamer en beitel, en maakt de zon, de maan, de sterren, waarbij hij elke dag een stukje groeit. Als het werk af is, gaat PanGu dood, om de wereld te doen leven. Zijn hoofd wordt de bergen, zijn adem de wind. Zijn stem wordt de donder, en zijn ledematen de vier windstreken. Zijn vlees de grond, zijn haar de bomen, zijn zweet de regen, zijn botten de stenen. Ten slotte worden de insecten die over hem kruipen, de mensen.